# TV Universitária (Boa Vista)
A TV Universitária é uma emissora de televisão brasileira instalada na cidade de Boa Vista, capital do estado de Roraima. Opera no canal 2 (15 UHF digital) e é afiliada à TV Brasil.
A emissora de televisão pertence ao Núcleo de Rádio e TV da Universidade Federal de Roraima (UFRR). Da inauguração em 1990 até 1995, a emissora pertencia à Prefeitura de Boa Vista e era conhecida como TV Macuxi.

## História
Até 1990, a única emissora atuava sozinha do então Território Federal de Roraima era a TV Roraima, quando no final do governo dos presidentes José Sarney (1985-1990) e início do Fernando Collor de Mello (1990-1992). No governo Sarney, ocorreu centenas de concessões para exploração de sinais de radio-teledifusão distribuídas por todo o país. No caso de Roraima, foram liberadas quatro concessões em Boa Vista. A Prefeitura Municipal de Boa Vista foi a primeira a conseguir concessão de canal de televisão na cidade.
A TV Macuxi entrou no ar em março de 1990, como afiliada à TVE Brasil (hoje TV Brasil) no Canal 2 (que até então foi ocupado pela TV Roraima entre 1974 a 1975), tornando-se a segunda emissora entrar no ar em Roraima, acabando o monopólio de 16 anos da TV Roraima.
A inauguração fez parte das comemorações do centenário da capital de Roraima (Boa Vista), ocorrida em 9 de julho de 1990.
As instalações eram provisórias e inicialmente só repetia apenas imagens da TVE Brasil.
Em 1992, a sede da emissora foi transferida na estrutura definitiva, sendo considerada uma das melhores da região e com equipamentos de alta tecnologia. Com bons profissionais e recursos para produzir, a emissora investiu em vários programas, alguns sobre a história de Roraima e de seus antepassados. Foi a primeira a transmitir ao vivo em Roraima, durante as quatro noites do carnaval de 1992.
Em 30 de abril, a emissora foi inaugurada oficialmente. Depois de ganhar sede definitiva e os novos programas, entrou com período de declínio.
Em 1993, a emissora trocou a TVE Brasil pela TV Cultura.
Em 1994, na eleição de governadores, senadores e deputados, a Justiça do Estado proibiu a TV Macuxi de operar no período eleitoral e foi obrigada ficar fora ar por mais de um mês. O motivo é que a emissora desrespeitou as leis eleitorais, pois os programas locais apresentavam forte conotação política favorecendo um dos grupos que disputavam as eleições.
Em novembro de 1995, a Prefeitura de Boa Vista e a Universidade Federal de Roraima (UFRR) firmaram convênio para que a UFRR gerenciar a emissora por cinco anos (até 2000). Porém, a Câmara dos Vereadores de Boa Vista, ao analisar Projeto de Lei do Executivo Municipal, aprovou a Lei 395/95 que passou a concessão da TV Macuxi para a UFRR em definitivo. Com isso, a emissora foi extinta e passou a se chamar de TV Universitária.
Em ano incerto, deixou a TV Cultura e passou ser afiliada à TVE Brasil, voltando às origens da época da TV Macuxi.
Em 2 de dezembro de 2007, a TVE Brasil é extinta e no lugar entra no ar a TV Brasil, tornando-se afiliada da nova rede.

## Sinal digital
| Canal virtual | Canal digital | Resolução de tela | Programação                                           |
| ------------- | ------------- | ----------------- | ----------------------------------------------------- |
| 2.1           | 15 UHF        | 1080i             | Programação principal da TV Universitária / TV Brasil |

Transição para o sinal digital
Com base no decreto federal de transição das emissoras de TV brasileiras do sinal analógico para o digital, a TV Universitária, bem como as outras emissoras de Boa Vista, cessou suas transmissões pelo canal 2 VHF em 31 de outubro de 2018, seguindo o cronograma oficial da ANATEL.

## Atualmente
Até a presente data, tramita em Brasília o processo de transferência, o que tem dificultado o aporte de recursos para a emissora por parte da Universidade. A programação local é esporádica e irregular, produzida por alunos do curso de Jornalismo da UFRR.